# Quercus garryana
Quercus garryana, el roble oregón blanco, es una especie arbórea de la familia de las Fagáceas.  Está clasificada en la Sección Quercus, que son los robles blancos de Europa, Asia y América del Norte. Tienen los estilos cortos; las bellotas maduran en 6 meses y tienen un sabor dulce y ligeramente amargo, el interior de la bellota tiene pelo. Las hojas carecen de una mayoría de cerdas en sus lóbulos, que suelen ser redondeados.

## Distribución
Su zona de distribución va desde el sur de California hasta el extremo sudoeste de la Columbia Británica, particularmente el sudeste de la isla de Vancouver y las vecinas islas del Golfo. Crece desde el nivel del mar hasta los 210 metros en la parte septentrional de su área de distribución, y a 300-1800 m en la parte meridional, en California.  El árbol, en inglés, es conocido con el nombre común de Gerry Oak, esto es, "Roble de Gerry"; ello se debe a Nicholas Garry, subgobernador de la Compañía de la Bahía de Hudson entre 1822 y 1835.

## Variedades
Hay tres variedades:

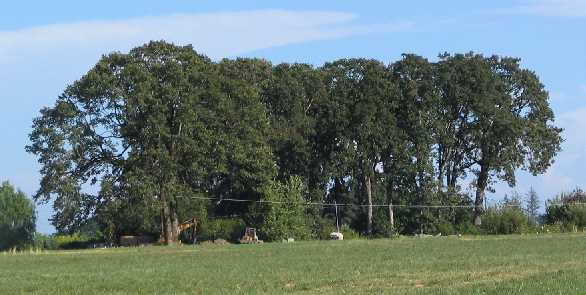
Una avenida de robles oregón blancos.

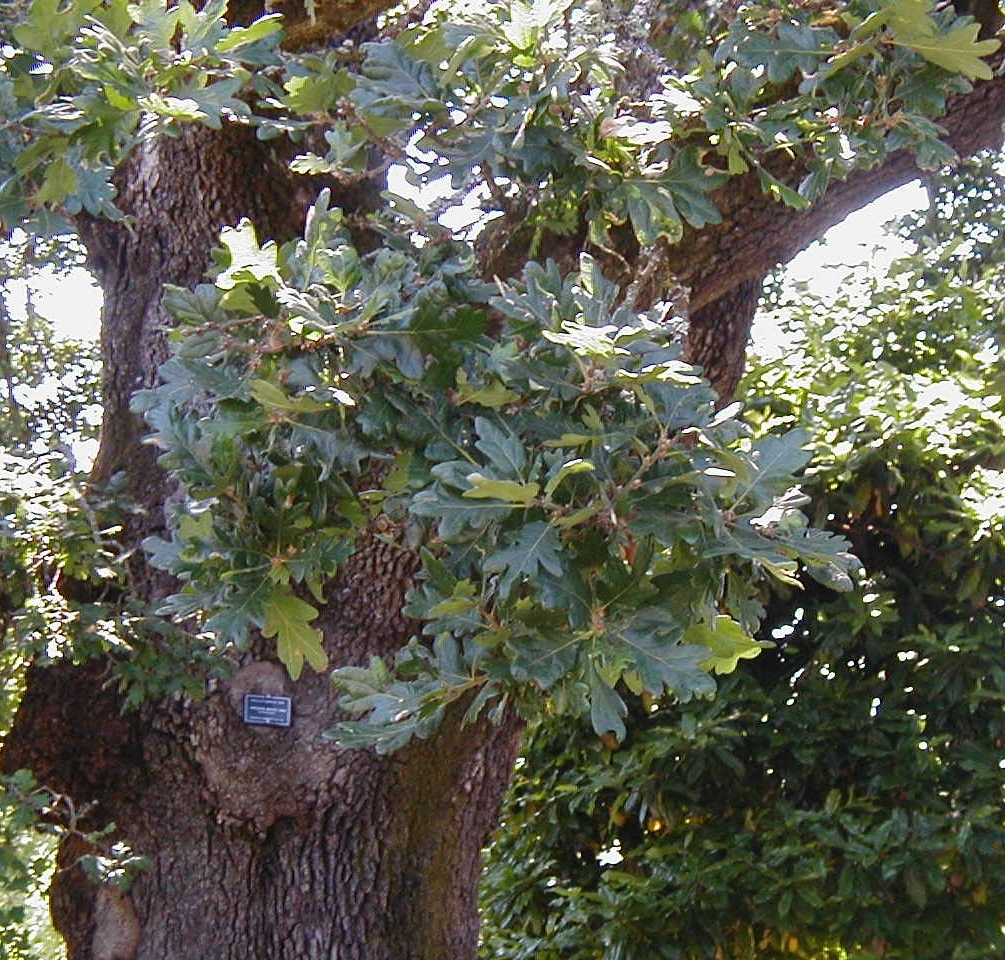
Hojas de roble oregón blanco

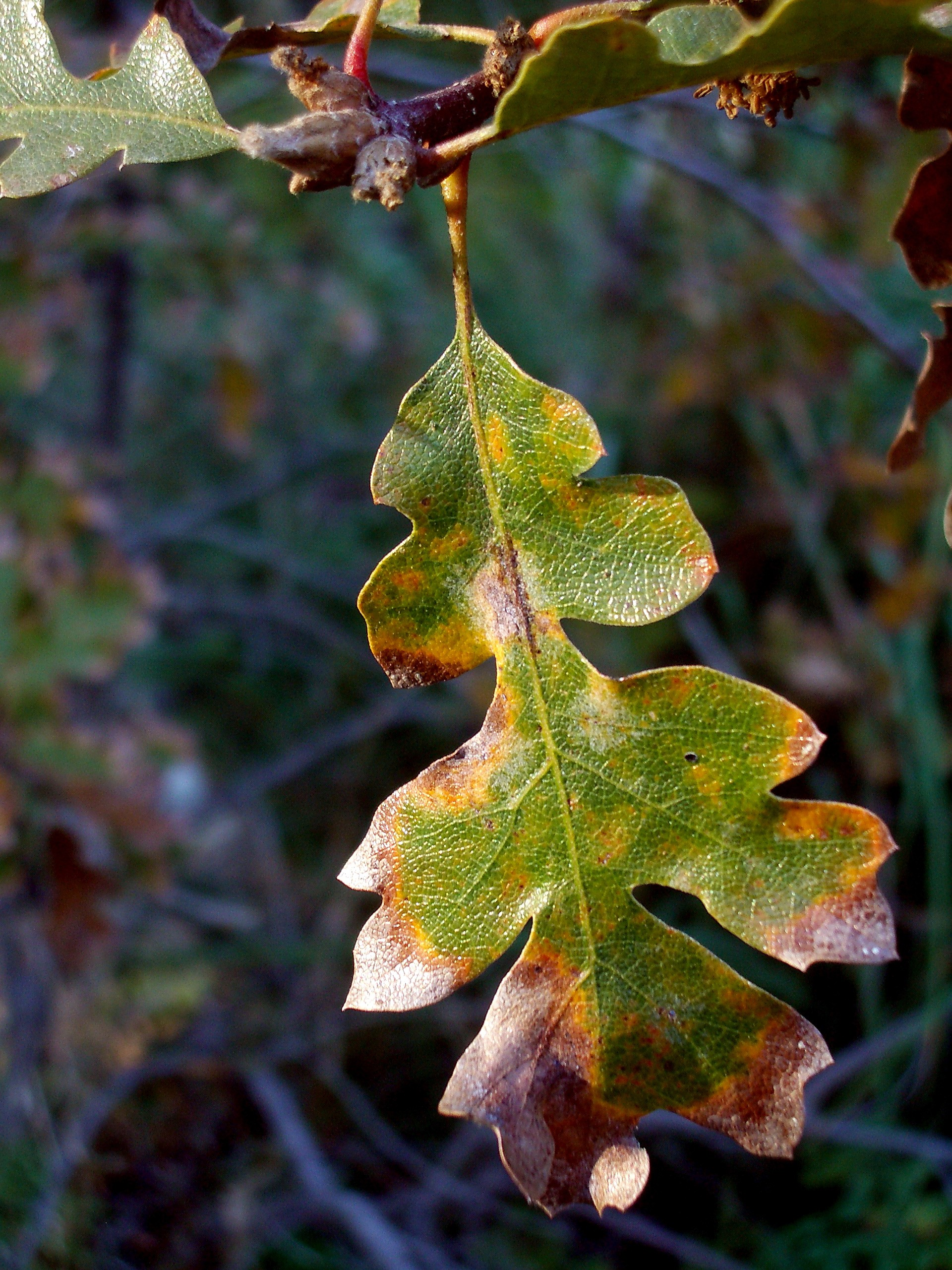
Detalle de la hoja

- Quercus garryana var. garryana – árbol de hasta 20 (30) m. Columbia Británica hacia el sur a lo largo de la Cordillera de las Cascadas hasta la Cadena Litoral de California.
- Quercus garryana var. breweri – arbusto de hasta 5 m; hojas aterciopeladas por el envés. Montes Siskiyou.
- Quercus garryana var. semota – arbusto de hasta 5 m; hojas no aterciopeladas por debajo. Sierra Nevada.

## Características de crecimiento
Es un árbol resistente a la sequía, típicamente de tamaño medio, que crece despacio hasta alrededor de 20 metros, ocasionalmente puede llegar a los 30, o bien como un arbusto de entre 3 y 5 metros de alto. Tiene la característica silueta oval de los demás robles cuando está en solitario, pero también se sabe que crece en bosquecillos suficientemente juntos de manera que las coronas pueden formar una cubierta. Las hojas son caducifolias, 5-15 cm de largo y 2-8 cm de ancho, con 3-7 profundos lóbulos a cada lado. Las flores son amentos, el fruto una pequeña bellota 2-3 cm (raramente 4 cm) de largo y 1,5-2 cm de ancho, con copas escamosas poco profundas.

## Taxonomía
Quercus garryana fue descrita por Douglas ex Hook.  y publicado en Flora Boreali-Americana 2: 159. 1840.
Etimología
Quercus: nombre genérico del latín que designaba igualmente al roble y a la encina.
garryana: epíteto otorgado en honor de Nicholas Garry, subgobernador de la Compañía de la Bahía de Hudson entre 1822 y 1835.